# Oscar Vanemerak
Oscar Vanemerak (Buenos Aires, Argentina; 19 de agosto de 1989) exfutbolista colombo-argentino. Jugaba como delantero.

## Legado deportivo
Su padre, Mario Vanemerak fue jugador de Millonarios desde 1987 hasta 1989. También actuó con Millonarios en la Temporada 1990-1991. Su padre, también fue director técnico del Club Millonarios durante la temporada 2007-2008, la misma y única en que Oscar tuvo la oportunidad de jugar.

## Trayectoria
En su infancia pasó por varios colegios debido a ocasionales eventos de indisciplina y acoso a otros estudiantes, no tuvo un desarrollo deportivo desde sus lugares de estudio sino en Millonarios desde las divisiones inferiores, donde hizo todo el proceso desde los 10 años de edad. El debut como profesional con Millonarios lo tuvo el 8 de noviembre de 2007 en el Clásico capitalino 249 ingresando por Carlos Castillo al minuto 45' ST partido que concluyó 2-2, Tenía 18 años recién cumplidos. El primer partido como titular fue el 11 de noviembre de 2007 enfrentado al Atlético Huila en la ciudad de Neiva en la última fecha del Torneo Finalización encuentro que finalizó 1-1, en el cual debutaron muchos jóvenes de las divisiones inferiores del club dado que los integrantes del equipo profesional se encontraban en México para disputar el partido de vuelta de la semifinal de la Copa Sudamericana 2007 contra el América. En Millonarios lo conocieron como "el papayo, papá yo quiero jugar", en alusión a la evidente situación de conflicto de interés o potencial nepotismo acaecido entre padre e hijo en el club los millonarios.
En el 2008 es ascendido al primer equipo para actuar en el Torneo Apertura y la Copa Colombia 2008. Su primer y único gol con la camiseta 'Embajadora' fue el 26 de marzo de 2008 en la segunda fecha de Copa Colombia 2008 enfrentando al Centauros en el Estadio Nemesio Camacho El Campín encuentro que finalizó con victoria para el club embajador (3:0). jugó un total de 20 partidos en la temporada.
Luego de la salida de su padre, Mario Vanemerak, Oscar también salió de Millonarios. Ambos recalaron en Provincial Osorno de Chile, donde estuvieron hasta mediados del 2008. Luego de seis meses sin club, Óscar Vanemerak recaló en el Boyacá Chicó, club con el que jugó la Copa Libertadores 2009. Su carrera futbolística finalizó súbitamente y no existen declaraciones que expliquen los motivos personales que pudieron motivar la decisión.

## Polémica
El miércoles 25 de septiembre de 2013, su padre Mario Vanemerak realizó un regaño público a su hijo Óscar, a través de una emisora, por publicar en su cuenta de Facebook una canción de barra que hace alusión a la violencia entre hinchas del Atlético Nacional y del Millonarios. "Estoy muy molesto y muy caliente con él porque es una falta de respeto primero hacia los hinchas de Nacional y después hacia el país incitando a la violencia”, dijo Mario en entrevista con Blu Radio. Y agregó: “Esto tendrá sus consecuencias, tendrá su castigo, tendrá que llegar todos los días a las seis de la tarde a la casa o de lo contrario tendrá que coger el bolso e irse de la casa". “Él no puede poner barbaridades en Facebook”, sostuvo. 
Tan solo cinco días después, el 30 de septiembre de 2013, Oscar ocasionó una gran polémica nacional, pues usó la red social Facebook para enviarle un ‘saludo de apoyo’ a Wilmer Chacón Álvarez, alias “Canalla”, un joven detenido en la Cárcel La Picota por el asesinato al hincha de Atlético Nacional. “Mis hermanitos, nunca te vamos a olvidar Wilmer las re mejores y solo DIOS puede juzgar”, publicó Óscar Vanemerak en el perfil de ‘Julián Canalla Zona Diesiocho’. Inmediatamente, Mario Vanemerak fue contactado por varias emisoras, y allí al aire, el exDT y jugador de Millonarios reprendió a su hijo y se mostró muy molesto por lo ocurrido.
Después de esta polémica Oscar tomó un avión y con rumbo a la Argentina. Estuvo un tiempo en Buenos Aires trabajando en el restaurante de su tía y luego se mudó a una pequeña ciudad del interior de la provincia de Córdoba.
Actualmente Oscar es un empleado que trabaja para mantener a sus dos hijos y a su esposa.

## Clubes
| Club              | País     | Temporada | PJ | Goles |
| ----------------- | -------- | --------- | -- | ----- |
| Millonarios       | Colombia | 2007-2008 | 20 | 1     |
| Provincial Osorno | Chile    | 2008      | 9  | 5     |
| Boyacá Chicó      | Colombia | 2009      | 6  | 0     |